# 돼지 멱따기
돼지 멱따기(Killing Pig)는 한국에서 제작된 정강우 감독의 2001년 드라마 영화이다. 남기성 등이 주연으로 출연하였다.

## 출연

### 주연
- 남기성
- 김기천
- 오연실

## 제작진
- 조명: 정하현
- 녹음: 이상국
- 미술: 유기석
- 애니메이션: 강설형